# Reserva de producció de fauna Cuyabeno
La Reserva de producció de fauna Cuyabeno (RPFC) està situada a la província de Sucumbíos, al nord-est de la Regió Amazònica de l'Equador. La seva àrea és de 590.112 ha. És un dels llocs més biodiversos del planeta juntament amb el Parc Nacional Yasuní. La reserva va ser decretat en 1979 en el context de la creació d'un sistema d'àrees naturals protegides a l'Equador, amb base en un estudi de la FAO en 1976, inicialment amb una dimensió de 155.000 ha.

## Característiques física

### Clima
És un bosc tropical, amb precipitacions entre 3.000 i 4.000 mm³ per any, i humitat entre 85 i 95%. De desembre a març té una marcada temporada seca; la temporada plujosa va des d'abril fins a juliol, i des d'agost a novembre la pluja és moderada. La temperatura anual oscil·la al voltant dels 25 °C. També amb el seu clima humit.

## Característiques biològiques

### Ecosistemes i cobertura vegetal
La Reserva se situa dins del bosc humit tropical.
- boscos estacionalment inundats o pantans recorreguts pels rius d'aigües negres amb una vegetació dominada per Mauritia flexuosa
- boscos inundats per rius rics en sediments, o várzea de color "cafè amb llet" (Pires i Prance, 1985), (exemple: Riu Aguirico),
- els boscos inundats per rius d'aigües negres o igapó (Pires i Prance, 1985);
- Llacs permanents que rares vegades entren en sec, com a Zancudo Coche a lo largo del río Aguarico, bosque bien drenado se encuentra en pequeñas colinas y en la cuenca alta, en particular aguas arriba de la entrada del parque en "el puente Cuayabeno"; oscuro sedimento de los pobres ríos,
- Río Aguarico;
- al llarg del riu Aguarico, bosc ben drenat es troba en petits pujols i en la conca alta, en particular aigües amunt de l'entrada del parc en "el pont Cuayabeno"; fosc sediment dels pobres rius,
- Riu Aguarico;
- Lagos semi-permanents - el més gran la Llacuna Cuyabeno - que la majoria dels anys cauen seca i està dominada pels famosos arbres Macrolobium que són les llars a innombrables epífits, garsas, guacamais blau i groc i huatzins.

En la seva part occidental, la reserva inicia a la peu de muntanya dels Andes, però ràpidament entrant en les planes de l'Amazones. Així, a l'oest de l'entrada principal del comunicat, el terreny encara està accidentada amb pujols, però ràpidament el terreny es torna més pla. Hi ha dues planes molt planes inundables, on es trobes sistemes de llacunes interconnectades: la primera on es troba la Llacuna Cuyabeno (o Gran), l'altra a la frontera amb el Perú. Originalment, la reserva solament incorporapa la conca completa del Riu Cuyabeno, però amb la seva extensió, inclou parts dels Rius Aguarico i Putumayo. El terreny fora de les planes consisteix en terra ferma en pujols generalment molt baixos.
Aquestes últimes àrees tenen una diferent flora i fauna que els boscos en les terres més altes entre aquests aiguamolls i en la conca alta. Mentre que els boscos inundats són relativament pobres en espècies, les zones més elevades es tenen alguns dels major nombre d'arbres per hectàrea en la terra. En un lloc en el veí parc nacional Yasuní, 307 espècies d'arbres / hectàrea van ser comptats, i són molts més que a tot Europa.

### Flora i fauna
Es tracta d'un lloc amb una gran biodiversitat, llar d'una de les més grans concentracions de vida salvatge, tant en flora com en fauna. Un complex sistema de formacions plujoses, 14 llacunes, rius i un bosc tropical que fan de les 603.000 hectàrees un rècord quant als més alts nivells de biodiversitat en el món.
El Cuyabeno té més de 550 espècies diferents d'ocells: 60 espècies de orquídias; més de 350 espècies de peixos; una gran varietat de rèptils com les anacondas, caimans i tortugues de riu. S'estimen en 12.000 les espècies de plantes trobades dins de la reserva. I moltes espècies de mamífers, incloent l'increïble Tapir (Tapirus terrestris).
La Reserva també és llar d'espècies rares, com el mític dofí rosat de riu, el Hoatzin o àguila de la regió, amb la seva obertura d'ales de vuit peus.
Tots els grans mamífers amazònics són presents: el tapir de terres baixes, dues espècies de cérvols, tots els gats de l'Amazones, incloent jaguars i pumes, pecaris, dues espècies de dofins, manatís, la llúdria gegant, els micos estan representats per 10 espècies, mentre que rosegadors i ratapinyades estan representats per desenes d'espècies.
El nombre actual d'espècies d'ocells registrats és objecte de debat, alguns afirmen 530 espècies, mentre que uns altres suggereixen que més de 580 espècies s'han vist, però ningú se sap amb seguretat perquè no hi ha un registre oficial.

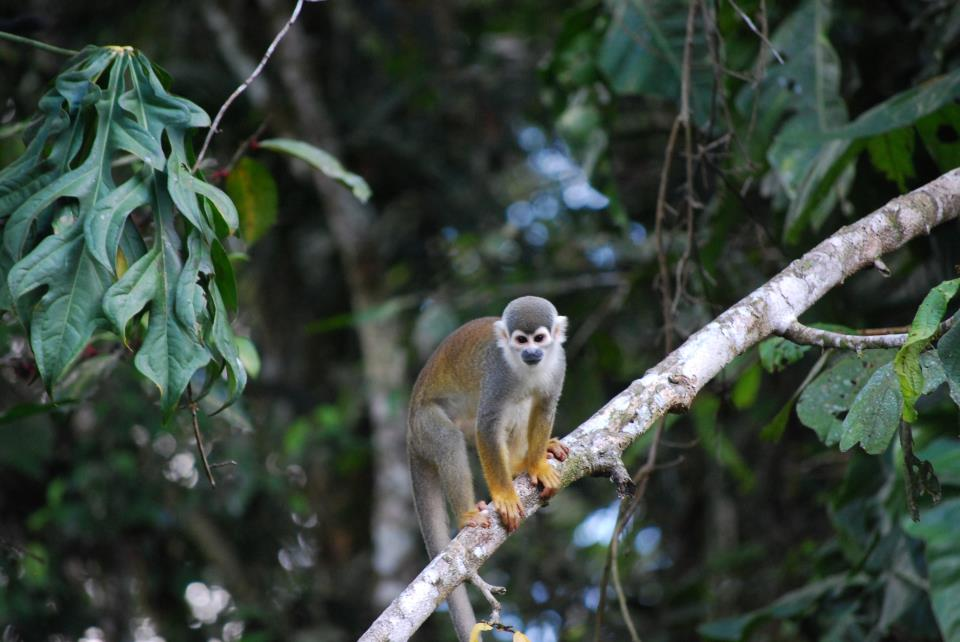
La mona esquirol comuna (Saimiri sciureus) en la reserva de producció faunística Cuyabeno

Durant el pic de la temporada de pluges, milers d'hectàrees de boscos s'inunden, formant un El Daurat per a un número estimat de 350 espècies de peixos, dues espècies de caimans, boes i anacondas, i un sens fi de granotes i gripaus canten els seus concerts interminables. Els dofins han estat vists nedant en els boscos inundats, ja que segueixen els peixos.

## Etnologia
Moltes comunitats ètniques viuen en les ribes de dos rius molt importants, el riu Aguarico i el riu Cuyabeno, en particular, els cofán i els siona-secoya, tots dos llegendaris en aquesta àrea. La comunitat siona habita la part nord de la Reserva del Cuyabeno, a Puerto Bolívar i el riu Tarapuy.

### Xamanisme
Els remeiers siona, secoya i cofán (xamans) són respectats i admirats per altres comunitats en la selva per la seva immensa saviesa. Milers d'anys d'història són ben guardats per aquests remeiers. Ells van aprendre dels seus predecessors i ho transmetran a noves generacions.

## Ecoturisme

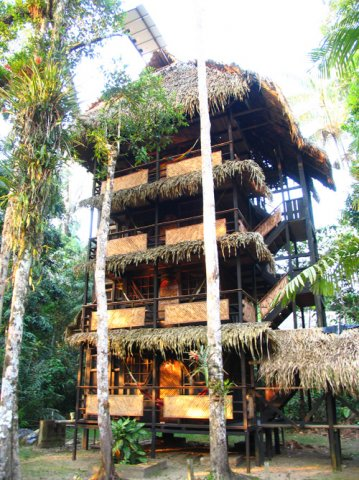
Tapir Lodge, un exemple d'hotel ecològic en la reserva de producció faunística Cuyabeno.

La Reserva del Cuyabeno pertany al Sistema Nacional d'Àrees Protegides, molt pocs Operadors de Turisme estan qualificats per a treballar en aquesta zona. Aquesta és una raó per la qual no es troben molts turistes visitant l'àrea, així que es pot gaudir la naturalesa i els seus magnífics sons.
L'ecoturisme en la reserva es va deslligar en 1986 amb un primer grup de 16 visitants dels Països Baixos. Abans d'això, en els anys 1970, Etnotours havia estat organitzant visites enfocades en la visita dels pobles indígenes, però no existeixen registres d'aquesta època. Quan a principis dels anys vuitanta es va construir la nova carretera petroli i les activitats petrolieres en la zona van augmentar, cada vegada més es van establir colons en les terres altes de la reserva, iniciant una desforestació incontrolada. El director de la reserva s'havia sol·licitat i rebut un assessor del govern dels Països Baixos, que va assessorar a ampliar l'àrea d'al voltant de 150.000 hectàrees cap a l'est, al que el govern de l'Equador va decidir ampliar el parc fins a arribar a la frontera amb el Perú, augmentant la seva grandària a 603.380 ha. També va aconsellar al govern per a promoure l'ecoturisme en la zona amb la finalitat de crear ingressos alternatius i demostrar la importància de la reserva per al sector turístic sobre el nivell nacional de l'Equador. Donat l'aïllament de la reserva, els visitants anaven a necessitar una instal·lació per a pernoctar per a poder visitar la zona de les llacunes. Neotropic Turis va ser especialment incorporat com una empresa de responsabilitat social per a promoure la conservació a través de l'ecoturisme de Cuyabeno, en un esforç per a ajudar a rescatar a la reserva mitjançant la promoció d'ecoturisme. Originalment visitants van passar la nit en l'estació biològica de la Universitat Catòlica i en carpes, fins a Turis Neotrópico va rebre una llicència d'operació d'un lodge en 1989 i va construir el Cuyabeno Lodge, el primer alberg ecològic a la reserva.
Des del principi, Neotropic Turis involucrats els pobles indígenes, tant en la construcció de la casa de camp i en l'operació. També va organitzar el primer curs de capacitació per a guies, així com per als pobles indígenes. L'empresa continua sent l'únic operador amb una llicència d'operació del Ministeri de Medi Ambient. Des de mitjan noranta, uns altres lodges van ser construïts, tal com Tapir Lodge i altres allotjaments ecològics com el Guacamayo Ecolodge, alguns al voltant de la Llacuna Cuyabeno, però la majoria aigües avall de la Llacuna Cuyabeno.
La idea original de promoure l'ecoturisme per a rescatar la reserva havia estat un model d'èxit: El present director de la reserva va citar recentment que el nivell actual de les visites és d'aproximadament 12 mil visitants per any, mentre que la majoria de les famílies de la tribu Siona beneficien de les activitats econòmiques relacionades amb l'ecoturisme. D'altra banda, Cuyabeno s'ha convertit en un destí d'ecoturisme amb importància nacional per a tot el sector turístic de l'Equador, ja que la seva reputació ha començat a créixer considerablement en els últims cinc anys.
Les activitats ofertes per les empreses ecoturístiques han de fer front a qüestions socials i ambientals del territori en particular mitjançant el treball amb les comunitats indígenes locals. L'àrea de visita és restringit a només una de les 14 llacunes de la reserva (7 en la plana envoltant la Llacuna Cuyabeno, Zancuda Cocha al costat del Riu Aguaricos i 6 a la frontera amb el Perú) està obert al públic.